# لادرا رنچ (کالیفرنیا)
لادرا رنچ (به انگلیسی: Ladera Ranch) یک منطقهٔ مسکونی در ایالات متحده آمریکا است که در شهرستان اورنج، کالیفرنیا واقع شده‌است. لادرا رنچ ۱۲٫۷۰۳ کیلومتر مربع مساحت و ۲۲٬۹۸۰ نفر جمعیت دارد و ۱۲۳٫۱۴ متر بالاتر از سطح دریا واقع شده‌است.